# Sogno nº 1
Sogno nº 1 è un album tributo della London Symphony Orchestra, pubblicato nel 2011 e composto di cover di canzoni di Fabrizio De André.

## Descrizione
L'album comprende le canzoni di De André arrangiate in versione sinfonica da Geoff Westley, nell'occasione direttore dell'orchestra, con la collaborazione di Franco Battiato, Vinicio Capossela, del Coro Costanzo Porta di Cremona e di Dori Ghezzi.

## Tracce
1. Preghiera in gennaio – 6:04
2. Ho visto Nina volare – 5:23
3. Hotel Supramonte – 7:33
4. Valzer per un amore (feat. Vinicio Capossela) – 4:14
5. Tre madri – 4:07
6. Laudate hominem – 3:44
7. Disamistade – 5:26
8. Rimini – 5:41
9. Anime salve (feat. Franco Battiato) – 8:43
10. Le nuvole (strumentale) – 3:55

## Musicisti
- London Symphony Orchestra condotta da Geoff Westley - orchestra
- Fabrizio De André - voce (esclusa la traccia 6)
- Vinicio Capossela - voce (nella traccia 4)
- Franco Battiato - voce (nella traccia 9)
- Coro Costanzo Porta di Cremona condotto dal maestro Antonio Greco - voce (nella traccia 6), coro (nella traccia 7)
- Mario Arcari - fiati etnici
- Roberto Cenci - percussioni

## Crediti
- Geoff Westley - arrangiamento
- Pietro Milesi - arrangiamento (ne Le nuvole)
- Maurizio Parafioriti - fonico
- Pino Pischetola - fonico
- Taketo Gohara - fonico
- Mike Hatch - sound engineer
- Alex van Ingen - supervisore dell'orchestra
- Arturo Bertusi e staff per Chiaroscuro srl di Bologna - copertina e design
- Rosanna Mezzanotte - disegno dell'interno
- Arnoldo Mondadori Editore Collection - fotografia De André
- Roberto Rossi - fotografie studi
- Mark Worden - traduzioni testi in inglese

## Classifiche
| Classifica (2011) | Posizione massima |
| ----------------- | ----------------- |
| Italia            | 8                 |

### Classifiche di fine anno
| Classifica (2011) | Posizione |
| ----------------- | --------- |
| Italia            | 29        |